# Ojos en blanco
Ojos en blanco es el título del décimo octavo álbum de la banda sinaloense mexicana La Arrolladora Banda El Limón de René Camacho. Fue lanzado el 3 de febrero de 2015 por el sello Disa.
Recibió una nominación a los Grammy Latinos en 2015 en la categoría de mejor álbum de música banda, perdiendo ante «Mi vicio más grande» de Banda El Recodo.

## Sencillos
«Lo hiciste otra vez» fue elegido como el primer sencillo del álbum y lanzado oficialmente el 10 de noviembre de 2014.
«Ojos en blanco» fue lanzado originalmente como segundo sencillo promocional en enero de 2015 y como tercer sencillo oficial en mayo del mismo año, fue compuesto por José Alberto Inzunza («Joss Favela») y Ricardo Orrantía. 
«Para que pides perdón», fue lanzado como cuarto sencillo a principios de agosto de 2015. El video de la canción compuesta por Rafael Becerra y Fernando Camacho fue filmado en Zapopan, Jalisco, y dirigido por Luis Antonio García Pérez.
«Ya te perdí la fe» fue lanzado como quinto sencillo, fue compuesto por Eden Muñóz (vocalista de Calibre 50) y Horacio Palencia. El video fue filmado en la ciudad de Arandas, Jalisco, y dirigido por Gerardo Antonio Mantecón bajo la producción de Fernando Camacho.
«Me complementas» fue compuesta por Horacio Palencia y Jorge Luis Piloto, lanzada como sexto sencillo del álbum el 19 de febrero de 2016.

### Sencillos promocionales
«Hablando en serio» fue lanzado como el primer sencillo promocional del álbum el 16 de diciembre de 2014 junto con la preventa del álbum. A este tema compuesto por Carlos De Carvalho Colla y Mauricio Duboc le acompañó un video lyric dirigido por Eli Tersse.

## Lista de canciones
| N.º   | Título                    | Escritor(es)                                       | Duración |  |
| 1.    | «Lo hiciste otra vez»     | Tláloc Noriega Padilla                             | 3:37     |  |
| 2.    | «Te lo dije»              | José Alberto Inzunza y Luciano Luna                | 3:24     |  |
| 3.    | «Hablando en serio»       | Carlos De Carvalho Colla y Mauricio Duboc          | 4:05     |  |
| 4.    | «Ojos en blanco»          | José Alberto Inzunza y Ricardo Orrantía            | 3:24     |  |
| 5.    | «Para que pides perdón»   | Rafael Becerra y Fernando Camacho                  | 4:06     |  |
| 6.    | «Hecho en Sinaloa»        | Arturo Valdez Osuna                                | 2:17     |  |
| 7.    | «Y yo qué gano»           | Salvador Aponte, Fernando Camacho y Adrián Navarro | 3:24     |  |
| 8.    | «Quisiera»                | José Alberto Inzunza y Luciano Luna                | 2:49     |  |
| 9.    | «Ya te perdí la fe»       | Edén Muñoz y Horacio Palencia                      | 2:27     |  |
| 10.   | «Me complementas»         | Horacio Palencia y Jorge Luis Piloto               | 3:02     |  |
| 11.   | «Yo trataré de olvidarte» | Wilfran Castillo                                   | 3:25     |  |
| 12.   | «Te dejo libre»           | Fernando Camacho y José Alberto Inzunza            | 3:35     |  |
| 13.   | «Confesión»               | Daimer Sierra                                      | 3:41     |  |
| 43:16 |                           |                                                    |          |  |

## Posicionamiento en listas
| Estados Unidos | Billboard 200              | 139 |
| Estados Unidos | US Latin Albums            | 1   |
| Estados Unidos | US Regional Mexican Albums | 1   |
| México         | Top 100 (AMPROFON)         | 1   |

| Estados Unidos | US Latin Albums            | 13 |
| Estados Unidos | US Regional Mexican Albums | 7  |
| México         | Top 100 (AMPROFON)         | 27 |

## Certificaciones
| País           | Organismocertificador | Certificación | Ventas certificadas | Ref    |
| -------------- | --------------------- | ------------- | ------------------- | ------ |
| Estados Unidos | RIAA                  | Oro           | 30 000              | [ 14 ] |
| México         | AMPROFON              | Platino       | 60 000              | [ 15 ] |

## Premios y nominaciones
El álbum Ojos en blanco fue nominado y galardonado en algunas ceremonias de premiación. A continuación la lista con las candidaturas que obtuvo el disco:
| Año  | Ceremonia de premiación | Premio                      | Resultado |
| ---- | ----------------------- | --------------------------- | --------- |
| 2015 | Grammy Latinos          | Mejor álbum de música banda | Nominado  |